# 西武庫公園
西武庫公園（にしむここうえん）は、兵庫県尼崎市武庫元町三丁目にある同市所有の都市公園（地区公園）である。
日本初の交通公園として、1963年に兵庫県によって開園。2012年に尼崎市に移管されて交通公園の機能を残しつつ都市公園として再整備された。

## 概要
約7.1haの園内には、500本のサクラがあるほか、バラやサツキ、ハナショウブなどの四季折々の花を楽しめる。夏にはホタルを観察することも可能である。また、分区園と呼ばれる貸し花壇もあるほか、遊具なども設けられている。
園内には交通公園の機能として信号機や道路標識などの施設があり、市による交通教育も行われていた（県立時代は兵庫県による交通安全教室も行われていた）。現在は住民らが積極的に交通公園としての機能を活用する動きが見られる。
先述の通り兵庫県立の公園として開設したが、2010年度に公表された兵庫県の第2次新行革プランにおいて、西武庫公園については地元利用率が高く地域性の高い小規模公園ということを理由に「平成23年（2011年）度末を目途に廃止する。尼崎市が希望する場合は移譲する」ことが示された。
最終的に老朽施設の撤去などに伴う費用を県から交付されることが決まったため市も移譲を受け入れ、2012年4月1日に兵庫県から尼崎市に移管された。また、交通公園での教育も市民の有志が「ゴーカート交通教室の会」を結成して保育園や幼稚園などへの交通教育にあたっている。
移管に伴い、老朽化した管理棟の撤去や子ども向け遊具の整備、駐車場の拡充、交通公園機能の縮小による草地広場の整備といったリニューアルが行われた。

## アクセス
- 阪急神戸本線 武庫之荘駅北口1番のりばから阪神バス尼崎市内線45番・46番武庫営業所 行
- JR神戸線（東海道本線）立花駅高架バス停1番のりばから阪神バス尼崎市内線47番・47-2番・AD-1番武庫営業所 行、南口3番のりばから43-2番武庫営業所 行
- 阪神本線・阪神なんば線 尼崎駅北口2番のりばから阪神バス尼崎市内線43-2番・AD-1番武庫営業所 行

いずれも「西武庫公園」停留所下車。
- 兵庫県道42号尼崎宝塚線（尼宝線）武庫之郷交差点から西へ約1km。駐車場あり（日曜以外は8:00 - 18:00、日曜は7:00 - 18:00）[7]。

## 周辺
- 兵庫職業能力開発促進センター（公園の北側、ポリテクセンター）
- パークタウン西武庫（公園の東側、南側にあるUR都市機構の団地。旧・西武庫団地）
- 尼崎市立武庫中学校
- 武庫川（公園の西側を流れる）